# Кёнигсегг-Ротенфельс, Лотарь фон
Граф Йозеф Лотарь Доминик фон Кёнигсегг-Ротенфельс (нем. Joseph Lothar Dominik von Königsegg-Rothenfels; 17 мая 1673, Вена — 8 декабря 1751, Вена) — имперский военный деятель из рода Кёнигсегг: фельдмаршал Священной Римской империи (16.10.1723), президент гофкригсрата (1736-38).

## Биография
Лотарь был одним из младших сыновей графа Леопольда Вильгельма фон Кёнигсегг-Ротенфельса от первого брака с графиней Марией Поликсеной Шерфенберг. Родители планировали для него духовную карьеру и отправили в иезуитскую коллегию во французском городе Безансон. Ему была уготовлена видная церковная должность в Зальцбурге и Пассау, однако Лотарь нарушил планы родителей и вступил в имперскую армию, которая в тот момент воевала против турок в Венгрии (Великая Турецкая война).
C 1691 по 1699 год он служил в кирасирском полку «Гогенцоллерн».
Участвовал в боевых действиях войны за испанское наследство (1701—1714) в Италии под началом Евгения Савойского. В 1702 году Кёнигсегг-Ротенфельс стал полковником и впоследствии возглавил пехотный полк.
13 января 1705 года был повышен до генерал-фельдвахтмейстера, 11 апреля 1708 года стал фельдмаршал-лейтенантом. Отличившись при осаде Турина, он впоследствии был комендантом крепости Мантуя. На завершительном этапе войны граф играл важную роль в мирных переговорах.
С 1714 по 1717 годы Кёнигсегг был главнокомандующим австрийских войск в новообретённых Австрийских Нидерландах. 13 мая 1716 года назначен фельдцейхмейстером.
Впоследствии выполнял дипломатические миссии в Париже и Варшаве.
В 1722—1723 годах возглавлял войска в Трансильвании и 16 октября 1723 года был возведён в звание фельдмаршала.
Позже, он снова перешёл на дипломатическую деятельность и побывал в Гааге и Мадриде.
В 1728 году Кёнигсегг стал вице-президентом австрийского Гофкригсрата.
Во время войны за польское наследство, после гибели в сражении у Пармы фельдмаршала графа Клаудиуса Мерси д’Аржансона, в 1734 году возглавил армию в Северной Италии и успешно воевал против французских и испанских войск. 15 сентября у Бонданелло и Сан Бенедетто 20-тысячная армия Кёнигсегга обратила в бегство 40-тысячную французскую армию маршала герцога Франсуа де Бройли, а на следующий день разгромила сардинскую армию у Квистелло. Однако 19 сентября Кёнигсегг потерпел поражение в битве при Гуасталле и отступил к Люццаре. В следующем году он отступил в Тироль и сложил свои полномочия.
После смерти Евгения Савойского был назначен в 1736 году президентом гофкригсрата.
В австро-русско-турецкой войне 1735—1739 годов Кёнигсегг был с 1737 года главнокомандующим армии, однако из-за очень неблагоприятного для Австрии хода событий в следующем году сложил с себя все военные полномочия.
Впоследствии, Кёнигсегг был обергофмейстером при дворе императрицы Елизаветы Кристины, однако его политическая власть ограничивалась постом конференц-министра. Тем не менее, по сравнению со многими другими бывшими полководцами, заключёнными за неудачи в войне против турок под арест, последствия для Кёнигсегга были относительно мягкими. После прихода к власти Марии Терезии в 1740 году, граф был назначен оберцейхмейстером. В этой функции он участвовал в дипломатических интригах войны за австрийское наследство (1740-1748), разрабатывал планы военных походов и возглавлял в 1743 году переговоры о выводе французской армии из Праги.
В 1744 году на протяжении короткого времени был комендантом Вены, затем вновь отправился в Австрийские Нидерланды, где стал главнокомандующим. В битве при Фонтенуа Кёнигсегг возглавлял австрийский корпус и получил ранение. Возвратившись в Вену, он сохранил за собой лишь пост конференц-министра и умер 8 декабря 1751 года бездетным. Похоронен в Францисканской церкви в Вене.